# Zápas na Letních olympijských hrách 2016 – muži, řecko-římský do 98 kg
Zápasy v řecko-římském (klasickém) stylu na Letních olympijských hrách v Riu v kategorii těžkých vah mužů proběhnou v hale Carioca Arena 2 v přilehlé části Ria de Janeira v Barra da Tijuca 16. srpna 2016.

## Finále
| finále           |                  |
| ---------------- | ---------------- |
| Artur Aleksanjan | Artur Aleksanjan |
| Yasmany Lugo     | Artur Aleksanjan |

## Opravy / O bronz
Do oprav se dostali klasici, kteří během turnaje v pavouku prohráli svůj zápas s jedním ze dvou finalistů.
| opravy    | opravy               | o bronz              |             |
| --------- | -------------------- | -------------------- | ----------- |
| volný los | Daigoro Timoncini    | Alin Alexuc-Ciurariu | Cenk İldem  |
| volný los | Daigoro Timoncini    | Alin Alexuc-Ciurariu | Cenk İldem  |
|           | Alin Alexuc-Ciurariu | Alin Alexuc-Ciurariu | Cenk İldem  |
|           |                      | Cenk İldem           | Cenk İldem  |
| volný los | Siao Ti              | Gásem Rezáí          | Gásem Rezáí |
| volný los | Siao Ti              | Gásem Rezáí          | Gásem Rezáí |
|           | Gásem Rezáí          | Gásem Rezáí          | Gásem Rezáí |
|           |                      | Fredrik Schön        | Gásem Rezáí |

## Pavouk
|   | 1/32               | 1/16                 | čtvrtfinále          | semifinále       | finále           |
| - | ------------------ | -------------------- | -------------------- | ---------------- | ---------------- |
| A | volný los          | Artur Aleksanjan     | Artur Aleksanjan     | Artur Aleksanjan | Artur Aleksanjan |
| A | volný los          | Artur Aleksanjan     | Artur Aleksanjan     | Artur Aleksanjan | Artur Aleksanjan |
| A | volný los          | Daigoro Timoncini    | Artur Aleksanjan     | Artur Aleksanjan | Artur Aleksanjan |
| A | volný los          | Daigoro Timoncini    | Artur Aleksanjan     | Artur Aleksanjan | Artur Aleksanjan |
| A | volný los          | Hamdy El-Said        | Alin Alexuc-Ciurariu | Artur Aleksanjan | Artur Aleksanjan |
| A | volný los          | Hamdy El-Said        | Alin Alexuc-Ciurariu | Artur Aleksanjan | Artur Aleksanjan |
| A | volný los          | Alin Alexuc-Ciurariu | Alin Alexuc-Ciurariu | Artur Aleksanjan | Artur Aleksanjan |
| A | volný los          | Alin Alexuc-Ciurariu | Alin Alexuc-Ciurariu | Artur Aleksanjan | Artur Aleksanjan |
| B | volný los          | Islam Magomedov      | Islam Magomedov      | Cenk İldem       | Artur Aleksanjan |
| B | volný los          | Islam Magomedov      | Islam Magomedov      | Cenk İldem       | Artur Aleksanjan |
| B | volný los          | Ardo Arusaar         | Islam Magomedov      | Cenk İldem       | Artur Aleksanjan |
| B | volný los          | Ardo Arusaar         | Islam Magomedov      | Cenk İldem       | Artur Aleksanjan |
| B | volný los          | Cenk İldem           | Cenk İldem           | Cenk İldem       | Artur Aleksanjan |
| B | volný los          | Cenk İldem           | Cenk İldem           | Cenk İldem       | Artur Aleksanjan |
| B | volný los          | Hardeep Singh        | Cenk İldem           | Cenk İldem       | Artur Aleksanjan |
| B | volný los          | Hardeep Singh        | Cenk İldem           | Cenk İldem       | Artur Aleksanjan |
| C | volný los          | Gásem Rezáí          | Gásem Rezáí          | Yasmany Lugo     | Yasmany Lugo     |
| C | volný los          | Gásem Rezáí          | Gásem Rezáí          | Yasmany Lugo     | Yasmany Lugo     |
| C | volný los          | Luillys Pérez        | Gásem Rezáí          | Yasmany Lugo     | Yasmany Lugo     |
| C | volný los          | Luillys Pérez        | Gásem Rezáí          | Yasmany Lugo     | Yasmany Lugo     |
| C | volný los          | Siao Ti              | Yasmany Lugo         | Yasmany Lugo     | Yasmany Lugo     |
| C | volný los          | Siao Ti              | Yasmany Lugo         | Yasmany Lugo     | Yasmany Lugo     |
| C | volný los          | Yasmany Lugo         | Yasmany Lugo         | Yasmany Lugo     | Yasmany Lugo     |
| C | volný los          | Yasmany Lugo         | Yasmany Lugo         | Yasmany Lugo     | Yasmany Lugo     |
| D | volný los          | Revaz Nadarejišvili  | Elis Guri            | Fredrik Schön    | Yasmany Lugo     |
| D | volný los          | Revaz Nadarejišvili  | Elis Guri            | Fredrik Schön    | Yasmany Lugo     |
| D | Hamza Haloui       | Elis Guri            | Elis Guri            | Fredrik Schön    | Yasmany Lugo     |
| D | Elis Guri          | Elis Guri            | Elis Guri            | Fredrik Schön    | Yasmany Lugo     |
| D | Timofej Dějničenko | Fredrik Schön        | Fredrik Schön        | Fredrik Schön    | Yasmany Lugo     |
| D | Fredrik Schön      | Fredrik Schön        | Fredrik Schön        | Fredrik Schön    | Yasmany Lugo     |
| D | Balázs Kiss        | Balázs Kiss          | Fredrik Schön        | Fredrik Schön    | Yasmany Lugo     |
| D | Dmytro Tymčenko    | Balázs Kiss          | Fredrik Schön        | Fredrik Schön    | Yasmany Lugo     |